# Stade messin étudiants club
 (juillet 2017).
Si vous disposez d'ouvrages ou d'articles de référence ou si vous connaissez des sites web de qualité traitant du thème abordé ici, merci de compléter l'article en donnant les références utiles à sa vérifiabilité et en les liant à la section « Notes et références ».
Maillots
Le Stade messin étudiants club ou plus simplement SMEC était un club omnisports de la ville de Metz fondé en 1968 après fusion entre le Pédago Étudiants Club de Metz et le Stade messin. Le président général du club était Sampiero Gavini. Le club était composé d'une dizaine de sections dont les plus prestigieuses furent le handball et le tennis de table. La municipalité a décidé de fermer le club en 2009 à la suite de difficultés financières, les sections étant alors soit rattachées à d'autres structures, soit transformées en clubs autonomes, soit arrêtées.

## Handball masculin
La section handball masculin a été créée dès la fondation du club en 1968 en reprenant la section existante du PEC. Le SMEC a longtemps été un club important du handball français, formant des joueurs reconnus et évoluant pendant 15 saisons (entre 1976 entre 1991) au plus haut niveau avant de connaitre des années difficiles. Lors de l'arrêt du club en 2009, la section intègre le Metz Handball.

### Palmarès
- Champion de France de Nationale 1 Fédérale : 1996.
- Vice-champion de France de Nationale 1 Fédérale : 1999, 2005.

### Repères historiques

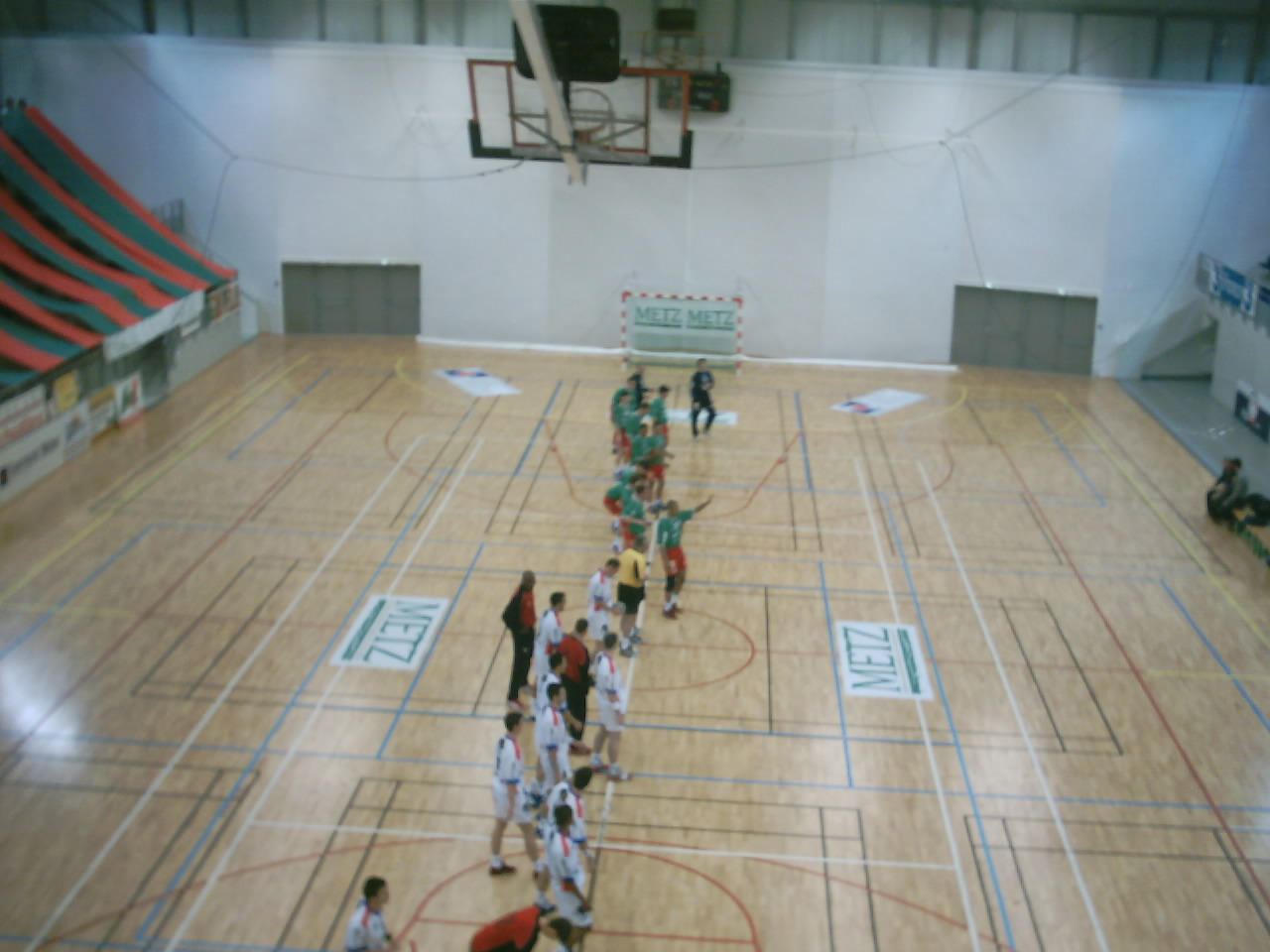
Match de handball au Complexe St-Symphorien entre le SMEC et Villeurbanne.

- 1968 : Championnat de France Excellence.
- 1973 : Montée en Championnat de France Nationale 2.
- 1976 : Montée en Nationale 1A (D1 de l’époque).
- de 1976 à 1991 : participation au  Championnat de France de Nationale 1A
- 1991 : Descente en Nationale 1B (D2 de l’époque).
- 1994 : Descente en Nationale 1 Fédérale (N1 actuelle).
- 1996 : Champion de France de Nationale 1 et montée en D2.
- 1998 : Descente en Nationale 1.
- 1999 : Vice-champion de Nationale 1 et montée en D2.
- 2004 : Descente en Nationale 1.
- 2005 : Vice-champion de Nationale 1 et montée en D2.
- 2006 : Descente en Nationale 1.
- 2007 : Descente en Nationale 2.
- 2008 : Montée en Nationale 1.
- 2009 : Disparition du club. La section handball passe sous le giron du Metz Handball.

### Anciens joueurs
- Jean-Luc Thiébaut
- Olivier Krumbholz
- Bertrand François
- Pascal Jacques
- Jean-Marc Poinsot
- Vincent Gérard
- Baptiste Butto
- Marc Marly
- Dominique Fauth
- Marc Muhar
- Jean Marc Toupance

### Supporters

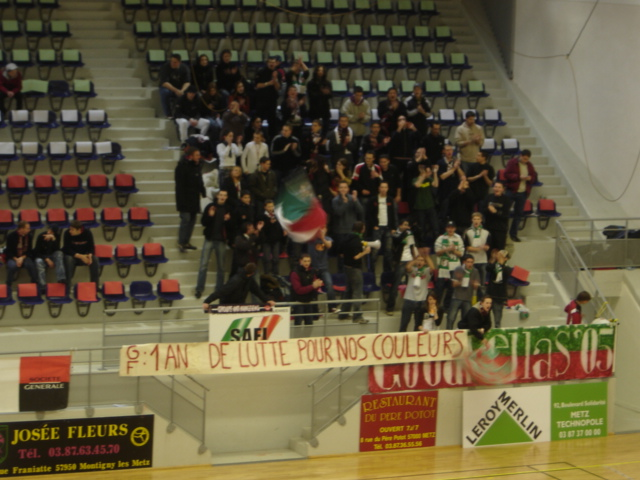
Une cinquantaine de supporters du FC Metz encourageant le SMEC contre Nancy en février 2006.

Le SMEC handball masculin était soutenu par le groupe Goodfellas'05. Formé en février 2005, ce groupe était composé de supporters du FC Metz désireux de soutenir leur ville dans un autre sport à l'image des supporters grecs ou d'Europe de l'est.
Malgré leur présence à l'extérieur se résumant aux déplacements les plus courts, ce groupe se réclamait de la mentalité ultra dans leur façon de soutenir leur équipe, ce qui est rarissime en handball. Leur activité était devenue cependant très réduite après les résultats catastrophiques de l'équipe les dernières saisons.
Leur présence fut due également à certains faits rapprochant le SMEC du FC Metz : équipe masculine, maillots grenats (à partir de la saison 06/07), salle à proximité du Stade Saint-Symphorien... Ainsi, ces supporters ont choisi de s'investir auprès du SMEC plutôt qu'à Metz Handball malgré la supériorité de cette équipe sur le plan sportif.
À la suite de la fusion avec ce dernier, les Goodfellas ont cessé toute activité par découragement et pour protester envers la décision de la mairie qu'ils jugent illégitime et préméditée.

### Rivalités
Le club a connu une rivalité assez unique dans le handball français puisqu'il a disputé à plusieurs reprises un derby en première division contre un autre club omnisports messin, l'ASPTT Metz.
Le SMEC a connu par la suite des rivalités plus régionales, avec Thionville et Nancy.

## Handball Féminin
Le SMEC handball féminin évolue en championnat de prénationale en ligue de Lorraine. Le SMEC fut le club des débuts d'Isabelle Wendling et Hélène François entre autres.

## Volley-ball
La section Volley-ball évolue en Nationale 3.

### Effectif 2007-2008
- Laurent Vitoux
- Sébastien Losson
- Marc Luder
- Laurent Hadid
- Mehrez Sebaa
- Mathieu Perbal
- Entraîneur : Mohammed El Khaoua

## Tennis de table

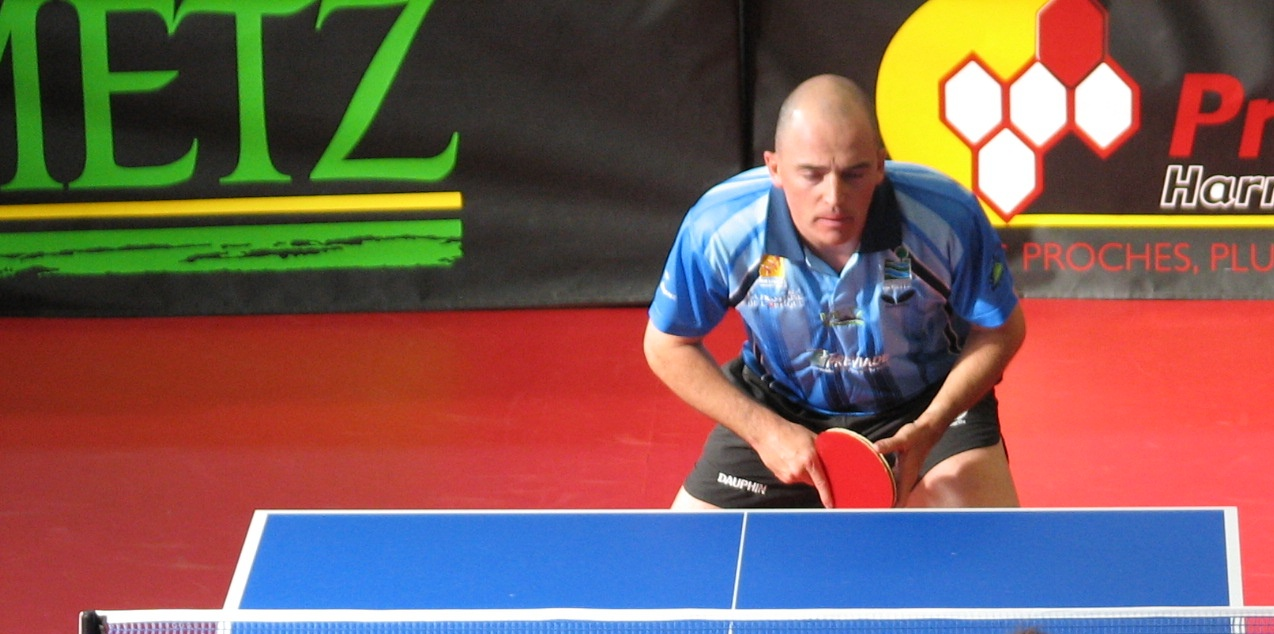
Philippe Saive, pongiste en Pro-A au SMEC Metz en mai 2007

Le SMEC Tennis de table est constitué de trois équipes fanions: une équipe masculine qui évolue en Pro B en 2010-11 (à la suite du retrait de l'US Yport), une deuxième équipe masculine qui évolue en Nationale 1 et une équipe féminine qui évolue en Pro A à la suite de la décision des dirigeants de Serris Val d'Europe TT (championne de Pro B Dames en 2010) de ne pas se présenter en Pro A la saison suivante. En 2009 le club est renommé Metz TT.
Parmi les joueurs ayant évolué au club, on trouve le Grec Panayiótis Ghiónis, le Belge Philippe Saive ou encore le Japonais Kōji Matsushita.